# Barbò
La famiglia Barbò fu una nobile famiglia milanese.

## Storia
Originaria forse della Germania, la famiglia Barbò si palesò a Milano con Filippo attorno al 1145 e la sua discendenza di radicò in città, imparentandosi con diverse famiglie nobili.
Il primo personaggio di spicco nella capitale lombarda, ad ogni modo, fu Alberto che nel 1382 acquistò da Regina della Scala i feudi di Galignaro, Florano e Plumenengo. Suo figlio, Enrico, venne nominato nel 1395 cavaliere dal duca Gian Galeazzo Visconti. Pietro, figlio di Enrico, fu giureconsulto e lettore presso l'Università di Pavia, nonché governatore di Genova quando il duca la conquistò. Questi ebbe tre figli, Cristoforo, Bernabò ed Enrico, che furono militari e capitani d'arme. Un figlio naturale di Bernabò, Pietro, consentì la prosecuzione della casata. Il nipote omonimo di quest'ultimo sposò la Margherita d'Adda e mise così la casata in contatto con le principali famiglie della nobiltà milanese dell'epoca.
Girolamo, discendente di Pietro, venne creato conte di Casalmorano da Filippo IV di Spagna nel 1625.
In tempi più recenti, si segnalò Guglielmo Barbò, generale di brigata che, rifiutatosi di aderire alla Repubblica di Salò, venne deportato al lager tedesco di Flossenbürg, dove morì di stenti nel 1944. L'unica figlia del conte Guglielmo, Francesca, fu una dei principali filosofi di area cattolica del XX secolo. Sposò il conte Rivetti e i loro figli portano il cognome Rivetti Barbò.
Nel 1609, un discendente della famiglia, Ludovico, inaugurò il ramo cremonese della famiglia ottenendo il titolo di marchese di Soresina, mentre un altro ramo della famiglia ottenne rango comitale dal duca di Parma. Il titolo di marchese di Soresina venne rinnovato nel 1900 nelle persone di Adalberto, figlio di Giuseppe e discendente diretto di Ludovico.
Un discendente di Ludovico, Gianfrancesco, venne privato dei propri titoli alla venuta dei napoleonici, ma quando giurò fedeltà alla causa del Bonaparte venne da questi ricompensato col titolo di conte dell'impero francese.

## Albero genealogico di Barbò di Milano
|                     |                     |                                     |                                                                                     | | | | |                                                                                                |                                                                     |                                                           |                                           |                                                             |                                                             |                                    |                                    |                         |                         |                  |
|                     |                     |                                     |                                                                                     | | | | |                                                                                                |                                                                     |                                                           |                                           |                                                             |                                                             |                                    | Enrico XIV sec. ?                  |                         |                         |                  |
|                     |                     |                                     |                                                                                     | | | | |                                                                                                |                                                                     |                                                           |                                           |                                                             |                                                             |                                    |                                    |                         |                         |                  |
|                     |                     |                                     |                                                                                     | | | | |                                                                                                |                                                                     |                                                           |                                           |                                                             |                                                             |                                    |                                    |                         |                         |                  |
|                     |                     |                                     |                                                                                     | | | | |                                                                                                |                                                                     |                                                           |                                           |                                                             |                                                             |                                    | Alberto XIV sec. ?                 |                         |                         |                  |
|                     |                     |                                     |                                                                                     | | | | |                                                                                                |                                                                     |                                                           |                                           |                                                             |                                                             |                                    |                                    |                         |                         |                  |
|                     |                     |                                     |                                                                                     | | | | |                                                                                                |                                                                     |                                                           |                                           |                                                             |                                                             |                                    |                                    |                         |                         |                  |
|                     |                     |                                     |                                                                                     | | | | |                                                                                                |                                                                     |                                                           |                                           |                                                             |                                                             |                                    | Enrico XIV sec. ?                  |                         |                         |                  |
|                     |                     |                                     |                                                                                     | | | | |                                                                                                |                                                                     |                                                           |                                           |                                                             |                                                             |                                    |                                    |                         |                         |                  |
|                     |                     |                                     |                                                                                     | | | | |                                                                                                |                                                                     |                                                           |                                           |                                                             |                                                             |                                    |                                    |                         |                         |                  |
|                     |                     |                                     |                                                                                     | | | | |                                                                                                |                                                                     |                                                           |                                           |                                                             |                                                             |                                    | Pietro XIV-XV sec. ?               |                         |                         |                  |
|                     |                     |                                     |                                                                                     | | | | |                                                                                                |                                                                     |                                                           |                                           |                                                             |                                                             |                                    |                                    |                         |                         |                  |
|                     |                     |                                     |                                                                                     | | | | |                                                                                                |                                                                     |                                                           |                                           |                                                             |                                                             |                                    |                                    |                         |                         |                  |
|                     |                     |                                     |                                                                                     | | | | |                                                                                                |                                                                     |                                                           |                                           |                                                             | Barnaba XV sec. ?                                           | Barnaba XV sec. ?                  | Cristoforo XV sec. ?               | Cristoforo XV sec. ?    | Enrico XV sec. ?        | Enrico XV sec. ? |
|                     |                     |                                     |                                                                                     | | | | |                                                                                                |                                                                     |                                                           |                                           |                                                             |                                                             |                                    |                                    |                         |                         |                  |
|                     |                     |                                     |                                                                                     | | | | |                                                                                                |                                                                     |                                                           |                                           |                                                             |                                                             |                                    |                                    |                         |                         |                  |
|                     |                     |                                     |                                                                                     | | | | |                                                                                                |                                                                     |                                                           |                                           |                                                             | Pietro XV sec. ?                                            |                                    |                                    |                         |                         |                  |
|                     |                     |                                     |                                                                                     | | | | |                                                                                                |                                                                     |                                                           |                                           |                                                             |                                                             |                                    |                                    |                         |                         |                  |
|                     |                     |                                     |                                                                                     | | | | |                                                                                                |                                                                     |                                                           |                                           |                                                             |                                                             |                                    |                                    |                         |                         |                  |
|                     |                     |                                     |                                                                                     | | | | |                                                                                                |                                                                     |                                                           |                                           |                                                             | Barnaba XVI sec. ?                                          |                                    |                                    |                         |                         |                  |
|                     |                     |                                     |                                                                                     | | | | |                                                                                                |                                                                     |                                                           |                                           |                                                             |                                                             |                                    |                                    |                         |                         |                  |
|                     |                     |                                     |                                                                                     | | | | |                                                                                                |                                                                     |                                                           |                                           |                                                             |                                                             |                                    |                                    |                         |                         |                  |
|                     |                     |                                     |                                                                                     | | | | |                                                                                                |                                                                     |                                                           |                                           |                                                             | Pietro XVI sec. Margherita d'Adda                           |                                    |                                    |                         |                         |                  |
|                     |                     |                                     |                                                                                     | | | | |                                                                                                |                                                                     |                                                           |                                           |                                                             |                                                             |                                    |                                    |                         |                         |                  |
|                     |                     |                                     |                                                                                     | | | | |                                                                                                |                                                                     |                                                           |                                           |                                                             |                                                             |                                    |                                    |                         |                         |                  |
|                     |                     |                                     |                                                                                     | | | | |                                                                                                |                                                                     | Giovanni †1627 Bianca da Rho                              | Giovanni †1627 Bianca da Rho              | Barnaba *? †? ?                                             | Barnaba *? †? ?                                             | Isabella *? †? ? Croce             | Isabella *? †? ? Croce             | Lucia *? †? ? Landriani | Lucia *? †? ? Landriani |                  |
|                     |                     |                                     |                                                                                     | | | | |                                                                                                |                                                                     |                                                           |                                           |                                                             |                                                             |                                    |                                    |                         |                         |                  |
|                     |                     |                                     |                                                                                     | | | | |                                                                                                |                                                                     |                                                           |                                           |                                                             |                                                             |                                    |                                    |                         |                         |                  |
|                     |                     |                                     |                                                                                     | | | | |                                                                                                | Girolamo, I conte di Casalmorano †1663 Vittoria dal Pozzo           | Girolamo, I conte di Casalmorano †1663 Vittoria dal Pozzo | Barnaba *? †? ?                           | Barnaba *? †? ?                                             |                                                             |                                    |                                    |                         |                         |                  |
|                     |                     |                                     |                                                                                     | | | | |                                                                                                |                                                                     |                                                           |                                           |                                                             |                                                             |                                    |                                    |                         |                         |                  |
|                     |                     |                                     |                                                                                     | | | | |                                                                                                |                                                                     |                                                           |                                           |                                                             |                                                             |                                    |                                    |                         |                         |                  |
|                     |                     |                                     |                                                                                     | | | | | Barnaba, II conte di Casalmorano †1701 Margherita Panigarola                                   | Barnaba, II conte di Casalmorano †1701 Margherita Panigarola        | Girolama *? †? Antonio Secco Suardo                       | Girolama *? †? Antonio Secco Suardo       |                                                             |                                                             |                                    |                                    |                         |                         |                  |
|                     |                     |                                     |                                                                                     | | | | |                                                                                                |                                                                     |                                                           |                                           |                                                             |                                                             |                                    |                                    |                         |                         |                  |
|                     |                     |                                     |                                                                                     | | | | |                                                                                                |                                                                     |                                                           |                                           |                                                             |                                                             |                                    |                                    |                         |                         |                  |
|                     |                     |                                     |                                                                                     | | | | | Giovanni, III conte di Casalmorano *1674 †1770 Caterina Martinengo                             |                                                                     |                                                           |                                           |                                                             |                                                             |                                    |                                    |                         |                         |                  |
|                     |                     |                                     |                                                                                     | | | | |                                                                                                |                                                                     |                                                           |                                           |                                                             |                                                             |                                    |                                    |                         |                         |                  |
|                     |                     |                                     |                                                                                     | | | | |                                                                                                |                                                                     |                                                           |                                           |                                                             |                                                             |                                    |                                    |                         |                         |                  |
|                     |                     |                                     |                                                                                     | | | Barnaba Giuseppe Maria, IV conte di Casalmorano *1711 †1782 1.Giuseppa Parravicini 2.Maria Teresa Carrera            | Barnaba Giuseppe Maria, IV conte di Casalmorano *1711 †1782 1.Giuseppa Parravicini 2.Maria Teresa Carrera | Francesca *1720 †? Alberto Galeazzo Pallavicino                                                | Francesca *1720 †? Alberto Galeazzo Pallavicino                     | Gaetano *? †? Clara Geltrude Manzoni                      | Gaetano *? †? Clara Geltrude Manzoni      |                                                             |                                                             |                                    |                                    |                         |                         |                  |
|                     |                     |                                     |                                                                                     | | | | |                                                                                                |                                                                     |                                                           |                                           |                                                             |                                                             |                                    |                                    |                         |                         |                  |
|                     |                     |                                     |                                                                                     | | | | |                                                                                                |                                                                     |                                                           |                                           |                                                             |                                                             |                                    |                                    |                         |                         |                  |
|                     |                     |                                     | 1.Anna *1752 †1803 Cesare Beccaria Bonesana, marchese di Gualdrasco                 | 1.Anna *1752 †1803 Cesare Beccaria Bonesana, marchese di Gualdrasco                                    | 2.Luigia *1760 †1803 Pietro Gaspare Bertoglio, III conte di Tormo                                                    | 2.Luigia *1760 †1803 Pietro Gaspare Bertoglio, III conte di Tormo                                                    | 2.Girolamo Giuseppe, V conte di Casalmorano *1762 †1830 1.Carolina Annoni 2.Teresa Pallavicino            | 2.Girolamo Giuseppe, V conte di Casalmorano *1762 †1830 1.Carolina Annoni 2.Teresa Pallavicino | 2.Alfonsa *? †? Carlo Antonio Gola                                  | 2.Alfonsa *? †? Carlo Antonio Gola                        |                                           |                                                             |                                                             |                                    |                                    |                         |                         |                  |
|                     |                     |                                     |                                                                                     | | | | |                                                                                                |                                                                     |                                                           |                                           |                                                             |                                                             |                                    |                                    |                         |                         |                  |
|                     |                     |                                     |                                                                                     | | | | |                                                                                                |                                                                     |                                                           |                                           |                                                             |                                                             |                                    |                                    |                         |                         |                  |
| 1.Barnaba † infante | 1.Barnaba † infante | 1.Teresa *1791 †1815 Pietro Pedroli | 1.Teresa *1791 †1815 Pietro Pedroli                                                 | 2.Giacomo † infante                                                                                    | 2.Giacomo † infante                                                                                                  | 2.Giulio, VI conte di Casalmorano *1801 †1874 Palmira Cadolini                                                       | 2.Giulio, VI conte di Casalmorano *1801 †1874 Palmira Cadolini                                            |                                                                                                |                                                                     |                                                           |                                           | 2.Fulvio *1803 †1868 Luigia de Carli                        | 2.Fulvio *1803 †1868 Luigia de Carli                        | 2.Carolina *? †? Agostino Crevenna | 2.Carolina *? †? Agostino Crevenna |                         |                         |                  |
|                     |                     |                                     |                                                                                     | | | | |                                                                                                |                                                                     |                                                           |                                           |                                                             |                                                             |                                    |                                    |                         |                         |                  |
|                     |                     |                                     |                                                                                     | | | | |                                                                                                |                                                                     |                                                           |                                           |                                                             |                                                             |                                    |                                    |                         |                         |                  |
|                     |                     |                                     | Giuseppina *1830 †1923 1.Giacomo Melzi d'Eril 2.Lodovico Melzi d'Eril, duca di Lodi | Giuseppina *1830 †1923 1.Giacomo Melzi d'Eril 2.Lodovico Melzi d'Eril, duca di Lodi                    | Gaetano, VII conte di Casalmorano *1840 †1919 Francesca Antonietta Matilde Maria Fanny Barbiano di Belgiojoso d'Este | Gaetano, VII conte di Casalmorano *1840 †1919 Francesca Antonietta Matilde Maria Fanny Barbiano di Belgiojoso d'Este | | Guglielmo *1842 †1923 Anna Piccinini Rossari                                                   | Guglielmo *1842 †1923 Anna Piccinini Rossari                        | Matilde *? †? Giuseppe Zaccaria, marchese                 | Matilde *? †? Giuseppe Zaccaria, marchese | Sofia *1842 †1883 Alberto Albertoni, conte di Val di Scalve | Sofia *1842 †1883 Alberto Albertoni, conte di Val di Scalve |                                    |                                    |                         |                         |                  |
|                     |                     |                                     |                                                                                     | | | | |                                                                                                |                                                                     |                                                           |                                           |                                                             |                                                             |                                    |                                    |                         |                         |                  |
|                     |                     |                                     |                                                                                     | | | | |                                                                                                |                                                                     |                                                           |                                           |                                                             |                                                             |                                    |                                    |                         |                         |                  |
|                     |                     |                                     |                                                                                     | Guglielmo, VIII conte di Casalmorano *1888 †1944 Maddalena Pia Fracassi Ratti Mentone di Torre Rossano | Guglielmo, VIII conte di Casalmorano *1888 †1944 Maddalena Pia Fracassi Ratti Mentone di Torre Rossano               | Palmira *? †? Carl Borgazzi                                                                                          | Palmira *? †? Carl Borgazzi                                                                               | Maria Annunciata *1865 †? 1.Carlo Mozzoni, nobile 2.Giovanni Maccia                            | Maria Annunciata *1865 †? 1.Carlo Mozzoni, nobile 2.Giovanni Maccia |                                                           |                                           |                                                             |                                                             |                                    |                                    |                         |                         |                  |
|                     |                     |                                     |                                                                                     | | | | |                                                                                                |                                                                     |                                                           |                                           |                                                             |                                                             |                                    |                                    |                         |                         |                  |
|                     |                     |                                     |                                                                                     | | | | |                                                                                                |                                                                     |                                                           |                                           |                                                             |                                                             |                                    |                                    |                         |                         |                  |
|                     |                     |                                     |                                                                                     | Francesca Barbo' 1922 2009 *? †? Stefano Rivetti di Val Cervo                                          | | | |                                                                                                |                                                                     |                                                           |                                           |                                                             |                                                             |                                    |                                    |                         |                         |                  |